# Anchonastus gertschi
Anchonastus gertschi är en spindelart som beskrevs av Roger de Lessert 1946. Anchonastus gertschi ingår i släktet Anchonastus och familjen jättekrabbspindlar.
Artens utbredningsområde är Kongo. Inga underarter finns listade i Catalogue of Life.